# مسجد الزهراء القديم (عبلين)
مسجد الزهراء القديم هو مسجد أثري يقع في بلدة عبلين في محافظة عجلون شمال الأردن. يُعد أحد أقدم مساجد المحافظة، حيث يُعتقد أنه تأسس في العهد الأيوبي أو المملوكي. تم ترميمه في نهاية العهد العثماني وتجديده في عشرينيات القرن العشرين، كما تم لاحقًا بناء مسجد حديث أُلحق به يقع إلى الشرق منه.

## التصميم
تبلغ أبعاد المسجد القديم حوالي 12 مترًا بالطول وبالعرض، أما المساحة الداخليّة للصلاة فيبلغ مقدارها 180 مترًا مربعًا لا تشمل التوسعة الجديدة. يتّخذ مُخطط المبنى شكلاً مربعًا مائل قليلاً ليكون شبه منحرف، وهو مقسوم إلى صحنين إثنين موازيين لجدار القبلة الجنوبي عبر عدة أعمدة، كما أن توجيه جدار القبلة ليس دقيقًا، حيث ينحرف بمقدار 35 درجة إلى الجنوب الغربي عن اتجاه القبلة الصحيح، كما أن حُنية المحراب لا تقع في منتصف جدار القبلة، والتي يقابلها من الخارج قوس حجري تم استحداثه لاحقًا. يقع في الزاوية الجنوبيّة الغربيّة للمسجد بقايا أساسات مُكعبّة الشكل يُعتقد أنها مكان المئذنة الأصليّة، حيث أن المئذنة الحاليّة للمسجد القديم خرسانيّة حديثة.
لقد تم بناء المسجد القديم من الحجر باستثناء الجدار الغربي منه، إلاّ أن جدرانه مُغطاة بالقصارة الحديثة من الخارج والداخل. تميل تضاريس الأرضيّة في الخارج من الغرب باتجاه الشرق، وهذا ما سبّب باختلاف منسوب المنطقة الداخليّة عن الممر الخارجي للمسجد القديم. تم استخدام عقود مُصلَّبة في تسقيف المسجد، وهو ما أدى لوجود قوسين مُدببين عاليين نسبيًا، حيث يعود استخدام أسلوب بنائهما إلى العهد الأيوبي في مساجد أخرى قريبة. كما أنه لا توجد قبّة في السقف المُسطَّح. لقد تم تقليص مساحة المسجد القديم في العهد العثماني، وربّما تم اقتطاع الجزء الشرقي منه آنذاك، وقد تم ترميم البناء في عشرينيات القرن العشرين حسب ما يرويه سكّان المنطقة. ويُخصَّص المسجد حاليًا للنساء بعد بناء مسجد حديث آخر يقع بالقرب منه.

## وصلات خارجية
- صورة جوية لمسجد الزهراء في عبلين، ويكيمابيا
- الوقف الإسلامي في محافظة عجلون، وزارة الثقافة الأردنية